# 阿热勒镇
阿热勒镇，是中华人民共和国新疆维吾尔自治区阿克苏地区温宿县下辖的一个乡镇级行政单位。

## 行政区划
阿热勒镇下辖以下地区：
依尔玛村、吾斯塘博依村、吐尔拜提尤喀克买里村、吐尔拜提阿热买里村、吐尔拜提喀拉都维村、皮亚其村、乌尔其托万克买里村、夏合吐尔村、尤喀克麦盖提村、巴格其艾日克村、阿克哈尼喀村、喀什博依村、托万克麦盖提村、提格艾日克村和结格吉村。